# Андріївська сільська територіальна громада
Андріївська сільська громада — об'єднана територіальна громада в Україні, у Краматорському районі Донецької області. Адміністративний центр — село Андріївка.
Площа громади — 159,65 км², населення — 2380 мешканців (2018).
Утворена 19 липня 2017 року шляхом об'єднання Андріївської та Сергіївської сільських рад Слов'янського району.

## Населені пункти
До складу громади входять 5 сіл: Андріївка, Варварівка, Новоандріївка, Роганське і Сергіївка.